# La mujer de fuego
La mujer de fuego (en inglés: Ramrod; titulada La abrasadora en Argentina y México) es una película de wéstern estadounidense de 1947 dirigida por André de Toth y protagonizada por Joel McCrea, Veronica Lake, Preston Foster y Don DeFore. Este drama de vaqueros del director húngaro de Toth fue el primero de varias películas basadas en las historias del autor de wésterns Luke Short. El primer wéstern de Toth a menudo se compara con las películas de cine negro estrenadas en la misma época. La protagonista Veronica Lake estaba casada con el director. El resto del reparto incluye a Donald Crisp, Charles Ruggles, Lloyd Bridges y Ray Teal.

## Sinopsis
Connie Dickason es la hija obstinada del dueño de un rancho, que está bajo el control del poderoso ganadero local Frank Ivey, un hombre con el que su padre una vez quiso que Connie se casara. En cambio, Connie se une a un ganadero de ovejas que Ivey lleva fuera de la ciudad. Ella hereda la tierra del hombre.
La intrigante y manipuladora Connie convence a Dave Nash, el ayudante del rancho, de que sea su «baqueta» o capataz del rancho. Recluta a un viejo amigo, Bill Schell, que de vez en cuando quiebra la ley para sus propios propósitos, pero es ferozmente leal a Dave, para que lo ayude a administrar el rancho y a defenderse del despiadado Ivey.
Rose Leland está enamorada de Dave y siente un gran afecto por él. Sin embargo, Connie seduce tanto a Dave como a Bill para que cumplan sus órdenes. Incluso persuade a Bill de que haga una estampida a su propio ganado, sin el conocimiento de Dave, solo para que Ivey parezca culpable ante la ley. El sheriff Jim Crew va a arrestar a Ivey, pero es asesinado a sangre fría. Dave es emboscado por un par de hombres de Ivey, y mata a uno de ellos, Red Cates, pero termina gravemente herido. Bill lo esconde, pero Connie expone descuidadamente su escondite. Bill se ofrece como voluntario para distraer a Ivey y sus hombres mientras Dave busca refugio con Rose. Ivey persigue a Bill en las montañas y le dispara por la espalda.
Dave ha tenido suficiente. Se enfrenta a Ivey en la calle, armado solo con una escopeta, pero le gana, a lo cual Connie está encantada. Por fin tiene su tierra y su hombre. Dave, sin embargo, no quiere tener nada más que ver con ella y regresa a los brazos de Rose.

## Reparto
- Joel McCrea como Dave Nash;
- Veronica Lake como Connie Dickason;
- Don DeFore como Bill Schell;
- Donald Crisp como el sheriff Jim Crew;
- Preston Foster como Frank Ivey;
- Arleen Whelan como Rose Leland;
- Charles Ruggles como Ben Dickason;
- Lloyd Bridges como Red Cates;
- Nestor Paiva como Curley;
- Ray Teal como Ed Burma;
- Houseley Stevenson como George Smedley;
- Robert Wood como Link Thomas;
- Ian MacDonald como Walt Shipley;
- Wally Cassell como Virg Lea;
- Sarah Padden como la señora Parks;
- Trevor Bardette como Bailey (sin acreditar).

## Producción
Fue la primera película de la productora independiente Enterprise y la primera de Lake como estrella fuera de Paramount. Según el AFI Catalog of Feature Films, la producción se llevó a cabo desde finales de mayo hasta principios de agosto de 1946. El rodaje se llevó a cabo en el Parque nacional Zion y en Grafton, Utah.

## Recepción
La película recibió una crítica positiva de The New York Times, que dijo en resumen que «el director, los guionistas y el elenco, muchos de los cuales no son ajenos a este tipo de emociones, se han sumado a él para hacer de esta ópera de caballos una variación agradable de un tema venerable.»
Según Variety, la película ganó 2 millones de dólares, sobre un costo de 1,5 millones de dólares. Esto la convirtió en una de las películas más exitosas de la efímera Enterprise Productions.